# Badholz-Siedlung
Die Badholz-Siedlung (auch Badholzsiedlung) ist ein Wohnplatz auf der Gemarkung des Königheimer Ortsteils Gissigheim im Main-Tauber-Kreis im Nordosten Baden-Württembergs.

## Geographie
Die umgebenden Orte sind die Ried-Siedlung im Westen, Gissigheim im Norden, Dittwar im Nordosten, die Schwarzfeld-Siedlung im Südosten, Hof Esselbrunn im Süden und Brehmen im Südwesten.
Der bei Hof Esselbrunn entspringende Hofgraben passiert nach kurzem Verlauf noch den Wohnplatz Badholz-Siedlung, bevor er von rechts in den Adelsgraben mündet, der in Gissigheim wiederum von rechts in den Brehmbach fließt, bevor dieser schließlich bei Tauberbischofsheim von links in die untere Tauber mündet.

## Geschichte
Auf dem Messtischblatt Nr. 6423 „Gissigheim“ von 1886 und auf dem aktualisierten Messtischblatt Nr. 6423 „Gissigheim“ von 1937 war der Ort jeweils noch unbesiedelt; auf beiden Messtischblättern war lediglich das Gewann Badholz verzeichnet. Der heutige Wohnplatz kam als Teil der ehemals selbständigen Gemeinde Gissigheim am 1. Januar 1972 zur Gemeinde Königheim.

## Verkehr

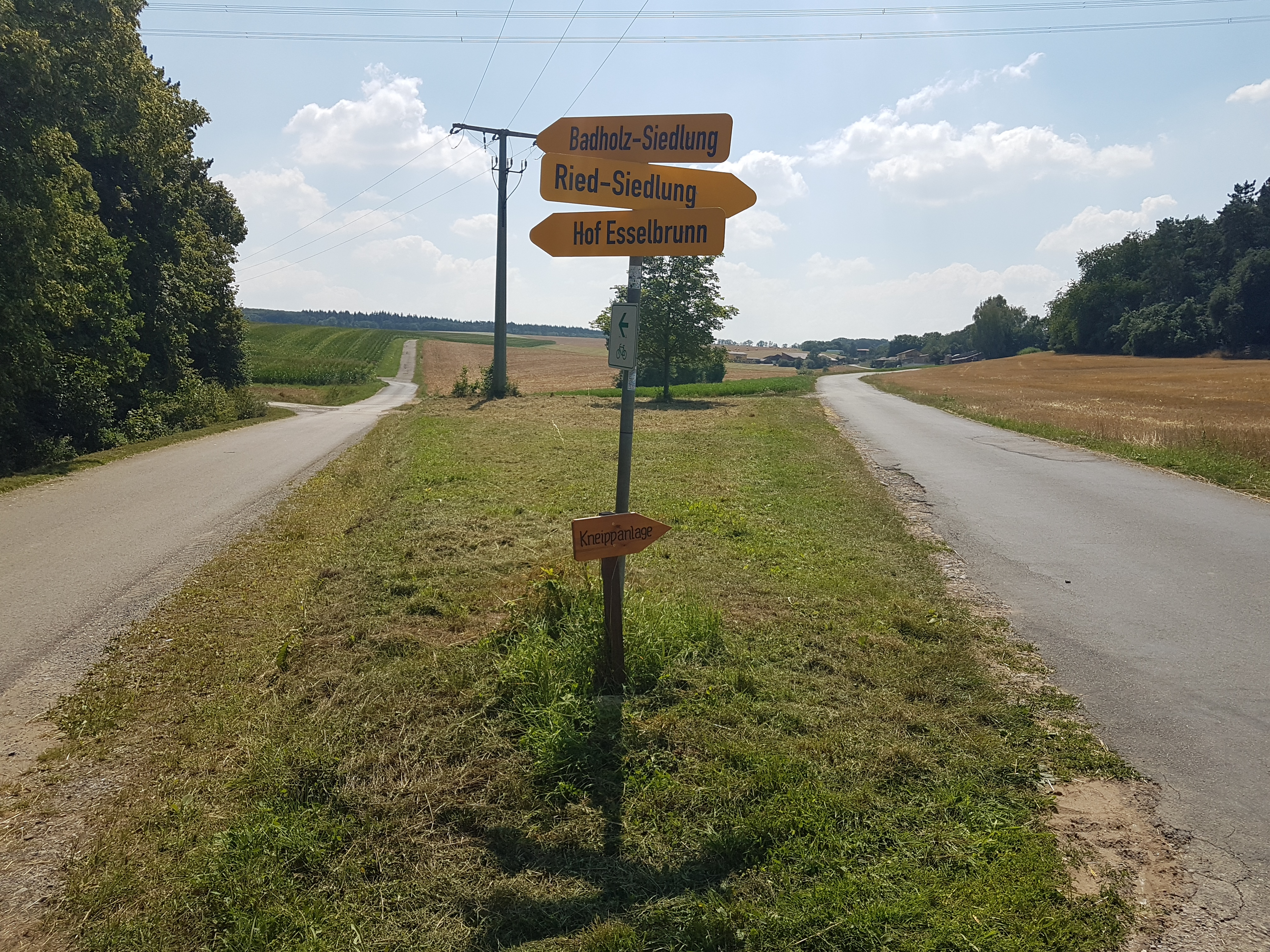
Abzweigung zur Badholz-Siedlung bei Gissigheim

Der Wohnplatz Badholz-Siedlung ist über einen von der K 2836 abzweigenden Wirtschaftsweg zu erreichen. Daneben aus Richtung Gissigheim über einen Wirtschaftsweg, der am Ortsende nach der Straße Schützenbaum folgt. An der Badholz-Siedlung befindet sich die gleichnamige Straße Badholz